# Сарабуха
Сарабуха — деревня на территории Прозоровского сельского поселения Брейтовского района Ярославской области.
Население — в основном, только «дачники», постоянно живут только 3-4 семьи. Население на 1 января 2007 — 11 человек.
С 2007 года на территории полей Сарабухи развернулось строительство заповедника. В 2008 году туда завезли животных: зайцев, кабанов, ланей.

## Население
| 2007 | 2010 |
| ---- | ---- |
| 11   | ↘9   |